# 窈窕熟女
《窈窕熟女》（英語：Women on the Run）是香港電視廣播有限公司拍攝製作的時裝查案處境喜劇，由陳百祥、伍詠薇、滕麗名、苑瓊丹及韓君婷領銜主演，並由陳彥行、阮兆祥及李國麟聯合演出，監製徐正康。

## 演員表

### 全美楼
| 演員   | 角色           | 背景／昵称 |
| 雪 妮  | 金老太         | Rose、黑山老妖（四大美人專稱） 全美樓大業主 金貴祥之母 何其美之養母 于第16集出場 針對四大美人，稱其為「四大妖孽」，後和好 |
| 陳百祥 | 畢奇理／金贵祥 | 肉鬆（四大美人專稱）、辣手奇理 金老太之子 私家侦探 曾為警员、黑社會臥底 喜歡邊吃餅乾條邊破案 識動物催眠術 何其美、陈邦妮、李真真、马小宝、朱珠之倾慕对象 于第15集因無法抉擇四大美人感情而離開 于第18集以金贵祥身份出場 于第24集因救四大美人暴露畢奇理身份 |
| 伍詠薇 | 陳邦妮         | Bonnie 35歲 公关公司老板 全美楼租客 四大美人之一 爱慕毕奇理 庄玛莉之天敌 |
| 苑瓊丹 | 李真真         | 36歲 堪舆学家 全美楼租客 四大美人之一 爱慕毕奇理 |
| 滕麗名 | 馬小寶         | BoBo 33歲 警员 全美楼租客 四大美人之一 大聖金剛霹靂門弟子 爱慕毕奇理 |
| 韓君婷 | 朱 珠          | Yvonne 34歲 One Some Cafe老闆娘 全美楼租客 四大美人之一 爱慕毕奇理 曾暗恋沐sir |
| 阮兆祥 | 董 輝          | 人頭豬（四大美人專稱） 毕奇理助手 何其美之男友 |
| 陳彥行 | 何其美         | 阿靚（董輝專稱） 沐足店「好滿足」員工 來自毛里求斯，三歲時被金老太收養 在香港幫金老太打理全美樓 先前傾慕畢奇理，后成為董輝之女友 |
| 盧海鵬 | 胡 滿          | 滿叔 沐足店「好滿足」師傅 于第16集離開「好滿足」回乡，不再登場 |
| 叶凯茵 | 阿 SA          | One Some Cafe职员 朱珠之下属 |
| 殷 樱  | 阿 娇          | One Some Cafe职员 朱珠之下属 |

### 警察
| 演員   | 角色   | 背景／昵称                                            |
| 李國麟 | 柴國勇 | 重案組高級督察 畢奇理之好友 馬小寶之上司 王美英之前夫 |
| 滕麗名 | 馬小寶 | 柴國勇之下属 參見「全美樓」                           |
| 汤俊明 | 麦 龙  | 警隊探员 柴國勇之下属                                 |
| 蔡康年 | 萧 华  | 警隊探员 柴國勇之下属                                 |
| 黎铭诺 | 谭 明  | 警隊探员 柴國勇之下属                                 |
| 张国威 | 罗 岳  | 警隊探员 柴國勇之下属                                 |

### 与案件有关角色
| █ | 死者 |  |

| █ | 凶手 |  |

#### 同谋（第1集）
| 演員   | 角色 | 背景／昵称                                                                           |
| 陳山聰 | 山   | Plastic Box扒手 与芳合谋扒窃 于第1集被馬小寶、陳邦妮、李真真、朱珠击伤后，后遭芳击毙 |
| 陈文静 | 芳   | Plastic Box侍应 与山合谋扒窃 于第1集杀死山，后被捕                                   |

#### 利用（第2集）
| 演員   | 角色   | 背景／昵称                                                                       |
| 蔡子健 | 高伟豪 | L&V公司职员 利用林佩丝 与林佩丝合谋出卖L&V公司机密 于第2集杀害林佩丝，后被捕     |
| 姚莹莹 | 林佩丝 | L&V公司接待员 李真真之客户 与高伟豪合谋出卖L&V公司机密 于第2集被高伟豪推下楼身亡 |

#### 师生恋（第3集）
| 演員   | 角色   | 背景／昵称                                                 |
| 陈自瑶 | 徐思欣 | Yan 学生 偷窃狂 沐sir之秘密情人 于第3集被沐sir掐死         |
| 蒋志光 | 沐sir  | 老师 徐思欣之秘密情人 朱珠之教师 于第3集杀害徐思欣，后被捕 |

#### 同性恋（第4集）
| 演員   | 角色   | 背景／昵称                                                   |
| 楊 明  | 程 俊  | 同性恋者 关师父之秘密情人 于第4集被关师父捂至窒息身亡        |
| 刘家辉 | 关师父 | 同性恋者 马小宝之师父 程俊之秘密情人 于第4集杀害程俊，后被捕 |

#### 渠王（第5集）
| 演員   | 角色   | 背景／昵称                                                      |
| 吴家乐 | 渠王伟 | 通渠師傅，实为小偷 利用魏正男 于第5集被魏正男以電筒重击头部致死 |
| 魯芬   | 魏正男 | 男姐 全美楼管理员 因被渠王偉利用而杀害其，后被捕                |

#### 真面目（第6集）
| 演員   | 角色   | 背景／昵称 |
| 汤盈盈 | 莊玛莉 | Mary 36歲 整容者 陈邦妮、李真真、马小宝、朱珠之天敌 因發現容医生為色情網站“自投罗网”的创造者而向其勒索 最後被容医生捂至窒息身亡 |
| 张松枝 | 容医生 | 整容医生 色情網站“自投罗网”的创造者 因被莊玛莉勒索而把其殺害，后來被捕                                                          |

#### 阔太情缘（第7集）
| 演員   | 角色   | 背景／昵称                                                                    |
| 郭耀明 | Jacky  | 小狗按摩师 钱小姐之秘密情人 被钱小姐毒杀身亡                                  |
| 陈曼娜 | 钱小姐 | 阔太，養有小狗Diamond Jacky之秘密情人 因不滿Jacky移情別戀而將之杀害，最後被捕 |

#### 妈妈生（第8集）
| 演員   | 角色   | 背景／昵称                                                      |
| 林敬刚 | 基     | 的士司机 王美英之秘密情人 被王美英欺詐金錢而將之殺害，後被捕    |
| 谭小环 | 王美英 | Cindy 妈妈生 基之秘密情人 柴國勇之前妻 因欺詐基的金錢而被其掐死 |

#### 心灵创造社（第9集）
| 演員   | 角色   | 背景／昵称                                                           |
| 曾伟权 | 古壽源 | 古博士 心灵创造社社长 被王素儿勒索 杀死王素儿之凶手 于第9集被拘捕    |
| 杨洛婷 | 王素儿 | Sue 心灵创造社社员 董辉之女友，后分手 勒索古壽源 于第9集被古壽源杀死 |

#### 三角錯（第10集）
| 演員   | 角色   | 背景／昵称 |
| 李茏怡 | 郑丽如 | Yuki 同性恋者 模特、嗑药者 Louise之秘密情人 勒索简伟健、Louise 于第10集被Louise以刀刺杀身亡                                                    |
| 郑子诚 | 简伟健 | Ken 健身馆老板 Louise之夫 患有勃起障礙 被郑丽如勒索 于第10集被Louise以刀刺杀身亡                                                               |
| 郭少芸 | Louise | 健身馆老板娘 双性恋者 嗑药者 简伟健之妻 陈邦妮之好友 郑丽如之秘密情人 被郑丽如勒索 杀死郑丽如、简伟健之凶手 于第10集杀害郑丽如、简伟健，被拘捕 |

#### 感情陷阱（第11-15集）
| 演員   | 角色   | 背景／昵称 |
| 王合喜 | 駱敬文 | Man、辣鷄文 黑社會社團成員 曾為畢奇理在社團臥底時手下，與畢奇理並稱“江湖雙辣” 被抓獲后因未滿18歲被判入勞教所 出獄后考取律師、醫生、飛機師執照 為向畢奇理復仇玩弄四大美人感情 假意迎合西門豹，實為貪其錢財 于第14集杀死西门豹 于第15集被拘捕 |
| 江 漢  | 西門豹 | 豹哥、阿公 黑社会大哥 被判終身監禁 于第12集在駱敬文幫助下保外就醫 于第14集迷姦四大美人未遂，被駱敬文殺死 |

#### 引狼入室（第21-26集）
| 演員   | 角色   | 背景／昵称 |
| 曹敏莉 | 湯敏芝 | Judy、Judy Tong、湯茱迪 律師、會計師、測量師、藥劑師 金老太代表律師，為得到全美樓接近金老太和畢奇理 欲勾引金貴祥，被四大美人阻止，從而運用黑客手段將四大美人改為欠高利貸者報復 向畢奇理、四大美人、金老太下藥，要挾金老太 于第25集因誤吸入过量藥水生成的蒸氣中毒而死 |

### 其他演員
| 演員   | 角色   | 背景／昵称 |
| 李永豪 | 王 升  |            |
| 華忠男 | 榮鳳祥 |            |
| 高皓正 | 成志美 |            |

## 外部連結
- 無綫電視官方網頁 - 窈窕熟女